# Rachel Morris
Rachel Morris (Guildford, 25 april 1979) is een wielrenster en roeister uit het Verenigd Koninkrijk. Morris mist beide benen, die werden geamputeerd vanwege een complex regionaal pijnsyndroom.
Morris won goud op de Paralympische Zomerspelen 2008 op het onderdeel handbike. Acht jaar later, op de Paralympische Zomerspelen 2016 in Rio de Janeiro won ze goud op het onderdeel roeien.
In 2012 won ze brons op de wegrace voor vrouwen.